# Севар Иванов
Севар Иванов е български актьор.

## Биография
Роден е на 23 декември 1993 г. в град София, Република България. Син е на озвучаващата актриса Светлана Смолева. Има двама братя – Иван-Александър Иванов и Димитриан Иванов.
През 2012 г. завършва Национална търговско-банкова гимназия с профил Банково дело с френски език. По-късно е приет в НАТФИЗ „Кръстю Сарафов“ със специалност „Актьорско майсторство за драматичен театър“ в класа на проф. Стефан Данаилов и завършва през 2016 г. с награда „НАЙ-НАЙ-НАЙ“.
През 2015 г. е в трупата на Младежкия театър „Николай Бинев“.
Играе първата си главна роля на Дориан Грей в постановката „Портретът на Дориан Грей“ от Оскар Уайлд на режисьора Стайко Мурджев.
През 2022 г. печели награда "Икар" за поддържаща мъжка роля за Агатон във „Федра /сияйната/“ от Петър Пламенов, реж. Бойка Велкова, Театър Азарян, Национален дворец на културата.
Снима се и в киното и телевизията, където играе малки роли.

## Участия в театъра
Театър НАТФИЗ
- „И само туй: Любов!“ от Уилям Шекспир – режисьор Росица Обрешкова[6]
- „Небесен отряд“ от Джордже Лебович и Александър Обренович – постановка Стефан Данаилов, режисьор Сава Драгунчев[7][8]
- „Ателие по зойкина квартира“ от Михаил Булгаков – постановка Стефан Данаилов[9][10]

Младежки театър „Николай Бинев“
- Пинокио в „Пинокио“ по Карло Колоди – режисьор Андрей Аврамов[11][12][13]
- Майкъл в „Кухнята“ от Арнолд Уескър – режисьор Владимир Люцканов[14][15]
- Вале Купа в „Алиса в страната на чудесата“ от Луис Карол – режисьор Анастасия Събева[16]
- 2017 – Елфът в „Хензел и Гретел“ от Братя Грим – режисьор Александра Петрова[17][18][19]

Драматичен театър „Н. Й. Вапцаров“ – Благоевград
- Дориан Грей в „Портретът на Дориан Грей“ от Оскар Уайлд – режисьор Стайко Мурджев[20]

Театър „Азарян“
- „Апарт“ – режисьор Илко Ганев[21]
- 2021 – Агатон от „Федра“ от Петър Пламенов – режисьор Бойка Велкова[22]

Фондация „Ден Гри“
- 2021 – „Шахнаме: Сказание за Зал“ от Фирдоуси – режисьор Елена Панайотова[23][24]

## Филмография
- „На границата“ (2014) – Френски войник
- „Следвай ме“ (2017) – Георги
- „Имало една война“ (2019) - сакатото
- „Откраднат живот“
- „Любов на различни теми“ (2020, късометражен) – Димитър
- „Войната на буквите“ (2023) – Теофилакт

## Роли в озвучаването
| Година | Заглавие            | Роля                                         | Дублажно студио   |
| ------ | ------------------- | -------------------------------------------- | ----------------- |
| 2002   | Таласъми ООД        | Други гласове                                | Александра Аудио  |
| 2005   | Роботи              | Други гласове                                | Александра Аудио  |
| 2009   | Коледна песен       | Други гласове                                | Александра Аудио  |
| 2012   | ПараНорман          | Други гласове                                | Александра Аудио  |
| 2012   | Разбивачът Ралф     | Други гласове                                | Доли Медия Студио |
| 2014   | Героичната шесторка | Фред                                         | Александра Аудио  |
| 2015   | Моето семейство     | Майкъл Харпъд (сезон 4) Дъпълнителни гласове | Студио VMS        |
| 2015   | Кейси под прикритие | Ърни                                         | Александра Аудио  |
| 2015   | Добрият динозавър   | Неш                                          | Александра Аудио  |
| 2016   | Зоотрополис         | Други гласове                                | Александра Аудио  |
| 2020   | Мулан               | Яо                                           | Александра Аудио  |
| 2020   | Не казвай на мама   | Хаким                                        | Андарта студио    |

## Други дейности
През 2020 г. е заместник-директор на Драматичен театър „Н. Й. Вапцаров“ в град Благоевград.